# Platyarthrus lerinensis
Platyarthrus lerinensis là một loài chân đều trong họ Platyarthridae. Loài này được Vandel miêu tả khoa học năm 1957.